# 伊藤勲 (政治学者)
伊藤 勲（いとう いさお、1917年1月20日 - 2012年11月15日）は、日本の政治学者、上智大学名誉教授。
山形県山形市生まれ。1938年中央大学専門部法律科卒、1939年内閣情報局勤務、1941年中央大学法学部卒、中央気象台勤務、1949年運輸省へ出向。1957年上智大学法学部助教授、1963年教授、1966年「明治政党史の研究」で中大法学博士。1983年上智大学を定年、名誉教授、松阪大学教授。

## 著書
- 『政治学撮要 上』近江書房 1952
- 『選挙制度』邦光書房 1953
- 『近代政治学の基本問題』成文堂書店 1958
- 『新講政治学』成文堂 1968
- 『理論政治学』成文堂 1977
- 『明治政党史の研究』有斐閣 上智大学法学叢書 1983
- 『明治憲政論』成文堂 1985
- 『明治政党発展史論』成文堂 1990

## 注
1. ↑  訃報：上智大学名誉教授(元 法学部教授)の伊藤勳先生が11月15日逝去されました - 上智大学ソフィア会、2012年11月20日
2. ↑  「伊藤勲教授略歴・主要著作目録」『上智法學論集』第26巻第3号、上智大學法學會、1983年3月、209-212頁、CRID 1050282814135667456、ISSN 04477588。